# Agustí Cruella i Tena
Agustí Cruella i Tena   (Barcelona, 29 d'agost de 1897 - Berga, 29 de setembre de 1968) fou un futbolista català de la dècada de 1910 i posteriorment àrbitre de futbol.
Com a futbolista donà les primeres passes al FC Internacional l'any 1912, jugant a la posició de mig. L'any 1915 fitxà pel FC Espanya, juntament amb Rafael Raich. Amb aquest equip jugà fins 1920 i avançà la seva posició a la línia davantera; i fou campió de Catalunya l'any 1917.
A partir de 1920 es convertí en àrbitre. Fou àrbitre al Campionat de Catalunya i posteriorment a la lliga espanyola, amb més de 100 partits arbitrats entre Primera i Segona divisió, entre 1928 i 1947. El 20 de maig de 1945 arbitrà el controvertit partit entre el Mallorca i el Constància, corresponent a la darrera jornada de la Segona Divisió; Cruella va tenir un arbitratge molt polèmic, anul·lant dos gols al Constància i concedint la victòria al Mallorca, fet que envià els inquers al descens i atorgà la permanència al Mallorca.